# HD 214462
HD 214462，又名CD-2918414，SAO 191292、HR 8614，是一颗恒星，视星等为6.47，位于銀經21.91，銀緯-60.74，其B1900.0坐标为赤經22h 33m 11s，赤緯-29° -60.74′ 4″。